# Nậm Lằn
Nậm Lằn hay Suối Lằn là phụ lưu cấp 1 của Sông Đà, chảy ở huyện Mường Tè tỉnh Lai Châu, Việt Nam.
Nậm Lằn dài 30 km, diện tích lưu vực 81 km² mã sông là "02 02 63 03".
Nậm Lằn khởi nguồn từ dải núi cao đến 2000 m phần đông xã Ka Lăng. 22°38′45″B 102°34′00″Đ / 22,645825°B 102,566764°Đ
Nậm Lằn chảy hướng tây nam, đến phần nam xã Ka Lăng thì suối đổ vào Sông Đà. 22°33′41″B 102°28′17″Đ / 22,561355°B 102,471281°Đ
Cửa sông nay là lòng hồ Thủy điện Pắc Ma, và cách đập của thủy điện cỡ 6,5 km đường sông. 22°33′58″B 102°31′04″Đ / 22,566145°B 102,517806°Đ